# الديون: أول 5000 سنة
الديون: أول 5000 سنة هو كتاب لعالم الانثربولوجيا ديفيد غرايبر نُشِر في عام 2011. 
يستكشف الكتاب العلاقة التاريخية بين الديون والمؤسسات الاجتماعية مثل المقايضة والزواج والعبودية والقانون والدين والحرب والحكم.
يعتمد الكتاب على تاريخ وعلم الإنسان لعدد من الحضارات، من أول سجلات معروفة للديون من سومر (الحضارات السومرية) عام 3500 قبل الميلاد حتى الوقت الحاضر.
من المناقشات الرئيسية للكتاب هي أن المديونية الغير رسمية لبناء مجتمع من «التنمية البشرية» يتم استبدالها فقط بقروض دقيقة حسابياً، فرضت بقوة باستخدام العنف، وعادة ما يكون مدعوم من الدولة بشكل من أشكال الجيش أو الشرطة.
وهناك نقاش رئيسي ثاني في الكتاب وهو أنه على عكس الحسابات القياسية لتاريخ النقود، فإن الديون ربما تكون أقدم وسيلة للتجارة، حيث أن عمليات النقد والمقايضة هي تطورات لاحقة. 

## ملخّص
يوضح جريبر التطور التاريخي لفكرة الديون، بدءا من أنظمة الديون المسجلة الأولى في حضارة سومر حوالي 3500 قبل الميلاد. في هذا الشكل المبكر للإقراض والاقتراض، غالباً ما يكون المزارعون غارقين في الديون بحيث يضطر أبناؤهم إلى عبودية الدَّين، وكذلك التوترات الاجتماعية التي جاءت مع هذه العبودية لأجزاء كبيرة من السكان فان الملوك يلغون كل الديون دوريا.
يدعو المؤلف إلى أن الديون والائتمان ظهروا تاريخيا قبل المال، والذي ظهر في حد ذاته قبل المقايضة. هذا هو عكس السرد الوارد في النصوص الاقتصادية القياسية التي يعود تاريخها إلى آدم سميث، ولدعم هذا، يستشهد بالعديد من الدراسات التاريخية والاثنوجرافية والأثرية. كما يدعو إلى أن النصوص الاقتصادية القياسية لا تستشهد أي دليل يشير إلى أن المقايضة جاءت قبل المال والائتمان والديون، ولم ير أي تقارير موثوقة تشير إلى ذلك.
الموضوع الرئيسي للكتاب هو أن المديونية العمومية المفرطة أدت في بعض الأحيان إلى الاضطرابات والتمرد.
يناقش الكاتب أنظمة الائتمان التي وضعت في الأصل كوسيلة للحساب قبل وقت طويل من ظهور العملات المعدنية، والتي ظهرت حوالي 600 قبل الميلاد.
لا يزال من الممكن رؤية الائتمان يعمل في الاقتصادات غير النقدية. من ناحية أخرى، يبدو أن المقايضة قد استخدمت في المقام الأول في عمليات التبادل المحدودة بين المجتمعات المختلفة التي كانت لها اتصالات غير نادرة وغالباً ما كانت في سياق صراعات طقسية.
يقترح جريبر أن الحياة الاقتصادية مرتبطة في الأصل بالتداولات الاجتماعية. كانت هذه مرتبطة ارتباطًا وثيقًا بالتفاعلات الروتينية غير السوقية داخل المجتمع مما أدى إلى خلق «الشيوعية» على أساس التوقعات والمسؤوليات المتبادلة بين الأفراد.
يتناقض هذا النوع من الاقتصاد مع المبادلة على أساس المساواة والمعاملة بالمثل والتسلسل الهرمي. تميل التسلسلات الهرمية بدورها إلى إضفاء الطابع المؤسسي على عدم المساواة في الرسوم الجمركية والطبقة الاجتماعية.
بدأت حضارات العصر المحوري (800-200 قبل الميلاد) في استخدام العملات المعدنية لتحديد القيم الاقتصادية وما يسميها جريبر «التنمية البشرية».
يقول جريبر إن هذه الحضارات لديها تصور مختلف جذرياً عن الديون والعلاقات الاجتماعية، وقد استندت إلى عدم القدرة على تحمّل جذور الحياة البشرية والإبداع الدائم والترويح عن الروابط الاجتماعية من خلال العطايا والزيجات والمؤامرات العامة. 
كان العنف الشديد الذي شهدته الفترة التي تميزت بظهور إمبراطوريات عظمى في الصين والهند والبحر المتوسط مرتبطًا بهذه الطريقة مع ظهور العبودية على نطاق واسع واستخدام العملات المعدنية لدفع الجنود. واقترن ذلك بالالتزامات بدفع الضرائب بالعملة: فالالتزام بدفع ضرائب بالأموال يتطلب من الناس المشاركة في معاملات نقدية، غالباً بشروط تجارية غير ملائمة، وهذا ما أدى إلى زيادة الدَّين والعبودية.
عندما انهارت الإمبراطوريتان العظميتان في روما والهند، شهدت الملاحق الناتجة عن الممالك الصغيرة والجمهوريات تراجعا تدريجيا في مكانة الجيوش وسكان المدن. شمل ذلك إنشاء أنظمة الطبقات الهرمية، وتراجع الذهب والفضة إلى المعابد والتحرير من العبودية. على الرغم من أن العملة الصعبة لم تعد تستخدم في الحياة اليومية، فقد استخدمت كوحدة للحساب والائتمان في أوروبا في العصور الوسطى. يصر جريبر على أن الناس في العصور الوسطى في أوروبا استمروا في استخدام فكرة المال، على الرغم من أنهم لم يعد لديهم أي رموز مادية.
وهذا يتناقض مع الادعاءات الشعبية للاقتصاديين بأن العصور الوسطى رأت أن الاقتصاد «يعود إلى المقايضة».
في العصور الوسطى أصبحت الأدوات المالية أكثر تطورا، تضمنت: الكمبيالة والعملة الورقية (في الصين، حيث تمكنت الإمبراطورية من النجاة من الانهيار في أماكن أخرى)، والاعتماد المالي والشيك (في العالم الإسلامي).
إن ظهور تجارة العبيد عبر المحيط الأطلسي والمبالغ الهائلة من الذهب والفضة المستخرجة من الأميركتين - والتي انتهى معظمها في الشرق الأقصى، وخاصة الصين - حفّز عودة ظهور تجارة السبائك والعنف العسكري الواسع النطاق. كل هذه التطورات، بحسب جريبر، مترابطة بشكل مباشر مع التوسع المبكر لدول المدن الإيطالية كمراكز تمويل تحدّت الكنيسة لتحريمها الربا، وأدت إلى العصر الحالي للإمبراطوريات الرأسمالية الكبرى.
وبما أن القارة الجديدة فتحت إمكانيات جديدة لتحقيق الربح، فقد أوجدت أيضاً مجالاً جديداً للنزعة العسكرية المدعومة بالديون التي تتطلب استغلال اقتصادي للهنود الأمريكيين، وفي وقت لاحق، سكان غرب أفريقيا.
ازدهرت المدن مرة أخرى في القارة الأوروبية وتقدمت الرأسمالية لتشمل مناطق أكبر من العالم عندما عطلت الشركات التجارية الأوروبية والمواقع العسكرية الأسواق المحلية ودفعت إلى الاحتكارات الاستعمارية.
انتهى نظام السبائك بالتخلي عن الغطاء الذهبي من قبل الحكومة الأمريكية عام 1971مما ادى إلى زيادة الشكوك في النقود الائتمانية. في الوقت الحالي، لا يزال الدولار يقف كعملة عالمية أساسية، على الرغم من أنه من غير المحتمل أن يستمر هذا إلى الأبد. فحالة الدولار مرتكز على قدرته على توسيع كميته من خلال الديون والعجز، والأهم من ذلك، من خلال سلطة البنك الفيدرالي المطلقة لخلق المال الذي مكن الولايات المتحدة من إنشاء دين عام أمريكي يبلغ 21 تريليون دولار بحلول عام 2018.
قد يستمر هذا طالما (أ) تحتفظ الولايات المتحدة بمكانتها كقوة عسكرية بارزة في العالم، و (ب) الدول العميلة حريصة على دفع مبالغ كبيرة لسندات الحكومة الأمريكية.
من خلال مقارنة تطور الدَّين في عصرنا مع العصور التاريخية والمجتمعات المختلفة، يقترح المؤلف أن أزمات الديون الحديثة ليست نتاجًا حتميًا للتاريخ ويجب حلها في المستقبل القريب على النحو المطبق خلال آخر 5000 سنة.

## نقد مناهض للرأسمالية

### مفهوم "الشيوعية اليومية
يشير جريبر في كتابه إلى مفهوم «للشيوعية اليومية» عند تحليل حياة الفلاحين على اعتبار أن «رؤى الفلاحين عن الأخوان الشيوعيين لم تأت من العدم. جاءت مترسخة في التجربة اليومية الواقعية: الحفاظ على الحقول والغابات المشتركة، والتعاون والتضامن بين الجيران، ومن هذه التجربة العائلية في الشيوعية اليومية، يتم بناء الرؤى الأسطورية دائماً. وكان المجتمع أيضا متجذرًا في» الحب من الأصدقاء والأقارب، ووجد تعبيراً في جميع أشكال الشيوعية اليومية (مساعدة الجيران في الأعمال المنزلية، وتوفير الحليب أو الجبن للأرامل المسنين). 
يوضّح الكاتب هذا المثال: «إذا قال شخص ما عند اصلاحه لأنبوب مياه مكسور،» سلمني مفتاح البراغي، فيرد زميله في العمل قائلا: «وعلى ماذا سأحصل إذا اعطيتك اياه؟»... الفكرة هي الكفاءة البسيطة... إذا كنت تهتم فعلاً بإنجاز شيء ما، فإن الطريقة الأكثر فعالية للتركيز عليها هي تخصيص المهام عن طريق القدرة وإعطاء الأشخاص كل ما يحتاجون للقيام به.
علاوة على ذلك، فإننا نميل إلى طرح الأسئلة دون التفكير في الأشياء مثل السؤال عن الاتجاهات، أو اذونات صغيرة مثل طلب ضوء، أو حتى سيجارة. قد يبدو أكثر منطقيا أن تسأل شخص غريب عن سيجارة من ان تسأل مبلغ نقدي معادل، أو حتى طعاما؛ في الواقع، إذا تم التعرف على أحد كزميل في التدخين، فإنه من الصعب رفض مثل هذا الطلب.
الشيء الذي يجعله "امر يومي" هو هذا البرهان: "الشيوعية هي أساس كل المؤامرات الإنسانية، وهذا ما يجعل المجتمع معقولا. هناك دائمًا افتراض بأنه يمكن لأي شخص ليس عدوّاً فعليًا أن يتصرف على أساس مبدأ "كل حسب قدراته"، على الأقل إلى حد ما. 

## التقدير
حصل الكتاب على جائزة بريد اند روزيز الافتتاحية للأدب الراديكالي، وجائزة بيتسون لعام 2012 للجمعية الأمريكية للأنثروبولوجيا الثقافية.

## آراء حول الكتاب
وصفت مجلة نيو يورك ريفيو أوف بوكس الكتاب بأنه «استعراض موسوعي... رواية موثوقة لخلفية الأزمة الأخيرة ... كتاب مفصل، وممتع، ومثير للسخرية في بعض الأحيان».
قالت جلوب اند ميل: «هذا كتاب كبير فيه مواضيع مهمة: ضمن 500 صفحة، ستجد نظرية للرأسمالية والدَّين والدولة وتاريخ العالم والمال، مع أدلة تعود إلى أكثر من 5000 سنة، من الإسكيمو إلى الأزتيك، ومن إمبراطورية مغول الهند إلى المغول».
قارن جيليان تيت من صحيفة فاينانشيال تايمز هذا الكتاب بأعمال مارسيل ماوس وكارل بولاني وكيث هارت.
تم استعراض الكتاب عن طريق مناقشته في مجلة جاكوبن اليسارية الراديكالية. في المراجعة الأولى، وكتب مايك بيغز أنه على الرغم من ان «هناك الكثير من المواضيع الرائعة»، فقد وجد أن المواضيع الرئيسية غير مقنعة تماما.. جريبر هو راوي قصص رائع، لكن تراكم القصص لا يضيف شيء من التوضيح.
ردا على ذلك، دافع J. W. Mason عن الكتاب، فأشار إلى أن "المواضيع الرئيسية للكتاب تتناسق بشكل وثيق مع الموضوعات الرئيسية للعمل الاقتصادي غير التقليدي الذي يعود إلى كينز"، وعلى الرغم انه "لا يحل محل ماركس وكينز وشومبيتر، ومينسكي ويجينفود وهنوود وماهرنغ...لكنه متمم جميل.
انتقد العالم الاقتصادي برادفورد ديلونج كتابه واطلق عليه اسم «الديون: أخطائي الـ 5000 الأولى»؛ وكذلك الروائية آن ليكي، لاحظت أن جريبر لديه الكثير من الأخطاء فيما يتعلق بالموضوعات التي كانت مألوفة لها أن تثق في أقواله.

## روابط خارجية
- Authors@Google: David Graeber, Debt: The First 5,000 Years, محاضرة عن الكتاب من قبل ديفيد غرايبر
- Audiobook available as MP3 (488 MB), text available in PDF (3.71 MB), مقروء من قبل روبن ابتن

لم يتم العثور على روابط لمواقع التواصل الاجتماعي.